# Eniu Valchev
Eniu Valchev (Polski Gradec, Bulgaria, 4 de enero de 1936-Sofía, 15 de febrero de 2014) fue un deportista búlgaro especialista en lucha libre olímpica donde llegó a ser campeón olímpico en Tokio 1964.

## Carrera deportiva
En los Juegos Olímpicos de 1960 celebrados en Roma ganó la medalla de bronce en lucha libre olímpica estilo peso ligero, tras el luchador estadounidense Shelby Wilson (oro) y el soviético Vladimir Synyavsky (plata). Cuatro años después, en las Olimpiadas de Tokio 1964 ganó la medalla de oro en la misma modalidad. Y en las de México 1968 ganó la plata de nuevo en peso ligero.